# Jean de Foleville
Jean de Foleville né vers 1340 et mort entre 1410 et 1413, seigneur de Folleville, en Picardie est un magistrat français qui servit les rois Charles V et Charles VI.

## Biographie

### Famille
La famille de Folleville appartenait à la noblesse picarde de la première du XIVe siècle. Si les dates de naissance et de décès de Jean II de Foleville nous sont inconnues inconnues, nous savons que son grand-père Jean Ier de Foleville avait épousé Jeanne du Sart et que son père Philippe de Foleville était, en 1337, vassal de l'abbaye de Corbie. Sa mère était Jeanne d'Espyneuse. Il avait un frère, Mathieu de Foleville.

### Carrière judiciaire
Le chevalier, Jean II de Folleville et du Sart, entra au parlement de Paris, vers 1372. 
Ce n'est qu'en 1389, qu'il fut nommé prévôt de Paris. En 1401, il est nommé attaché à la Chambre des Comptes et conseiller de Charles VI. Il le resta jusqu'à sa mort.
Jean II de Folleville fit reconstruire, au début du XIVe siècle, le château de Folleville qui fut incendié en 1358 lors de la Grande Jacquerie. Il fit également construire l'église Saint-Jacques le Majeur de Folleville.
Son fils Regnault de Folleville (mort en 1424), fut chambellan du roi en 1393, puis ambassadeur en Écosse en 1402.